# Paweł Pytliński
Paweł Pytliński (ur. 1977, zm. 30/31 sierpnia 2013 w Krakowie) – polski judoka, zawodnik klubu sportowego Wisła Kraków.

## Życiorys
Był członkiem reprezentacji Polski w judo, wicemistrzem Polski z 2006, a w 2009 zdobył drużynowe wicemistrzostwo Polski oraz brązowy medal w kategorii +100 kg podczas Mistrzostw Polski, w tym samym roku zakończył karierę sportową. Pracował jako ochroniarz w jednym z krakowskich klubów.   
Zginął na skutek pchnięcia nożem w tętnicę udową w krakowskim klubie Moulin Rogue.